# Peter Grotzer
Peter Grotzer oder Pierre Grotzer (* 15. Juni 1933 in Ravensburg; † 17. Oktober 1992 in Zürich) war ein Schweizer Literaturwissenschaftler, Hochschullehrer und Übersetzer.

## Leben
Grotzer studierte Romanistik in Zürich, Pisa und Paris. 1961 promovierte er bei Georges Poulet in Zürich mit einer Arbeit über Gabriel Marcel. Danach war er von 1961 bis 1968 Gymnasiallehrer für Französisch und Italienisch an der Oberrealschule Zürich. 1969 wurde er Assistent von Paul de Man am neugegründeten Seminar für Vergleichende Literaturwissenschaft an der Universität Zürich. Neben seiner Unterrichtstätigkeit war er u. a. mit dem Aufbau der Seminarbibliothek betraut. Später wurde er zum Oberassistenten befördert und übernahm in dieser Funktion die administrativen Aufgaben des Seminars. 1976 habilitierte er sich mit einer Arbeit über Albert Béguin, die 1977 in zwei Bänden erschien. Für dieses Werk verlieh ihm der Kanton Zürich 1977 eine Ehrengabe. Bis 1984 lehrte er neben der Oberassistenz als Privatdozent, dann als Titularprofessor für Neuere Französische Literatur und Vergleichende Literaturwissenschaft an der Universität Zürich. 1982 nahm er eine Vertretungsprofessur an der Universität Lausanne (Lehrstuhl Manfred Gsteiger) wahr. Er organisierte Kolloquien und Ringvorlesungen und publizierte regelmässig Artikel in der Neuen Zürcher Zeitung.
Er war Mitgründer und von 1983 bis 1987 Präsident der Schweizerischen Gesellschaft für Allgemeine und Vergleichende Literaturwissenschaft und von 1980 bis zu seinem Tod Vorsitzender des Literarischen Clubs Zürich, der Lesungen und Gespräche mit zeitgenössischen Autorinnen und Autoren organisiert.
Grotzer starb im Oktober 1992 nach kurzer, schwerer Krankheit im Alter von 59 Jahren.

## Werk
Grotzer interessierte sich in seiner Forschung vor allem für Texte (literarische, philosophische, literaturtheoretische), in denen religiöse Themen zur Sprache kamen: Gabriel Marcel, Georges Bernanos, Albert Béguin. Daneben erarbeitete er eine umfangreiche Studie zur Darstellung von Jugendlichen in der Literatur, die von den Jugendunruhen der 1980er Jahre angeregt war.
Seine grösste Leistung ist es, Schriften und Dokumente der ersten Generation der sogenannten Genfer Schule der Literaturkritik gesammelt, bibliographiert und editiert sowie deren Gedanken im deutschsprachigen Raum bekannt gemacht zu haben. Der Methode seines Lehrers Georges Poulet hat er mehrere Aufsätze und Artikel gewidmet. Dessen Werk Métamorphoses du cercle und weitere Texte hat er gemeinsam mit seiner Ehefrau ins Deutsche übersetzt sowie dessen später vielzitierten Briefwechsel mit Marcel Raymond herausgegeben. Besonders intensiv hat er sich um das Werk von Albert Béguin bemüht. Diesem widmete er nicht nur seine Habilitationsschrift, gemeinsam mit seiner Frau baute er ein Archiv auf, erstellte eine Bibliographie und gab eine Auswahl von dessen Schriften auf Deutsch und Französisch heraus. 1974 kuratierte er in der Zentralbibliothek Zürich auch eine Ausstellung. Er wurde gar als «intellektueller Sachwalter» Béguins bezeichnet.
Neben der Forschung nahm die Vermittlung der Literatur und der Literaturwissenschaft an ein breites Publikum einen grossen Raum in Grotzers Schaffen ein. Er publizierte Artikel in Zeitungen und Zeitschriften, organisierte Lesungen und Vorträge inner- und ausserhalb der Universität und betätigte sich als Brückenbauer zwischen Schule und Universität. Er war mit Schriftstellerinnen und Schriftstellern persönlich bekannt, u. a. mit Charles Racine, und trat in einigen Fällen auch als deren Förderer in Erscheinung. Egon Ammann bezeichnete ihn als «klugen, aufmerksamen und hilfsbereiten Parteigänger der Schriftsteller».

## Publikationen (Auswahl)

### Monographien
- La conscience du temps dans l’œuvre de Gabriel Marcel. Essai de critique littéraire. Streich, Zürich 1962 (Dissertation).
- Les écrits d’Albert Béguin. Essai de bibliographie. La Baconnière, Neuenburg 1967. Supplément 1973.
- Albert Béguin ou la passion des autres. La Baconnière, Neuenburg 1977, ISBN 2-8252-0001-8; Seuil, Paris 1977, ISBN 2-02004-665-2 (1. Teil der Habilitationsschrift).
- Existence et destinée d’Albert Béguin. La Baconnière, Neuenburg 1977, ISBN 978-2-82520-550-1 (2. Teil der Habilitationsschrift).
- Die zweite Geburt. Figuren des Jugendlichen in der Literatur des 20. Jahrhunderts. Bd. I: Arthur Rimbaud, James Joyce, Robert Musil, Hermann Hesse, Jean-Paul Sartre, J. D. Salinger, Ulrich Plenzdorf, Georges Bernanos, Joseph Roth. Ammann, Zürich 1991, ISBN 3-250-10162-1.
- Die zweite Geburt. Figuren des Jugendlichen in der Literatur des 20. Jahrhunderts. Bd. II: Forschungsbericht, Bibliographie. Ammann, Zürich 1991, ISBN 3-250-10163-X.

### Herausgeberschaft
- mit Georges Poulet, Jean Rousset, Jean Starobinski: Albert Béguin et Marcel Raymond. Colloque de Cartigny. J. Corti, Paris 1979.
- Aspekte der Verweigerung in der neueren Literatur aus der Schweiz. Ammann, Zürich 1988, ISBN 978-3-250-01028-9.
- Liebe und Hass. Verlag der Fachvereine, Zürich 1991, ISBN 978-3-7281-1786-1.

### Übersetzungen
- mit Béatrice Grotzer: Georges Poulet: Metamorphosen des Kreises in der Dichtung. S. Fischer, Frankfurt am Main 1966.
- mit Béatrice Grotzer und Ursula Vogel-Roeder: Georges Poulet: Wer war Baudelaire? Skira, Genf 1969.

### Edition
- Albert Béguin: Traumwelt und Romantik. Versuch über die romantische Seele in Deutschland und in der Dichtung Frankreichs. Hrsg. und mit einem Nachwort versehen von Peter Grotzer. Aus dem Französischen von Jürg Peter Walser. Francke, Bern 1972.
- Albert Béguin: Création et destinée. Essais de critique littéraire. 2 Bd. Auswahl und Anmerkungen von Peter Grotzer. La Baconnière, Neuenburg 1973–74.
- Marcel Raymond, Georges Poulet: Correspondance 1950–1977. J. Corti, Paris 1981.
- Gabriel Marcel: Werkausgabe. Schöningh, Paderborn 1992.
  - Bd. 1: Hoffnung in einer zerbrochenen Welt? Vorlesungen und Aufsätze. Vorwort von Paul Ricœur. Schöningh, Paderborn 1992, ISBN 978-3-506-75341-0.
  - Bd. 2: Metaphysisches Tagebuch. 1915–1943. Einleitung von Siegfried Foelz. Schöningh, Paderborn 1992, ISBN 978-3-506-75342-7.
  - Bd. 3: Unterwegssein. Ansätze zu einer konkreten Philosophie. Dialog mit Zeitgenossen. Nachwort von Theodor-Bernhard Wolf. Schöningh, Paderborn 1992, ISBN 978-3-506-75343-4.
- Herbert Meier: Theater I–III. Piper, München 1993. 
  - Bd. I: Schweizer Stücke. Piper Verlag, München 1993, ISBN 978-3-492-11803-3.
  - Bd. II: Die Barke von Gawdos. Jonas und der Nerz. Rabenspiele. Bei Manesse. Piper Verlag, München 1993, ISBN 978-3-492-11804-0.
  - Bd. III: Die Göttlichen. Schlagt die Laute. Die fröhlichen Wissenschafter. Leben ein Traum. Piper Verlag, München 1993, ISBN 978-3-492-11805-7.

### Aufsätze (Auswahl)
- Streit um die «Nouvelle Critique». Eine Zwischenbilanz. In: Schweizer Monatshefte. Heft 6, September 1967, S. 597–610 (Digitalisat).
- Georges Poulet und das Bewusstsein der Dichter. Versuch einer Einführung. In: Schweizer Monatshefte. Heft 9, Dezember 1967, S. 876–893 (Digitalisat).
- Albert Béguin und die deutsche Germanistik. Eine verpasste Rezeption. In: Schweizer Monatshefte. Heft 2, Mai 1972, S. 108–117 (Digitalisat).
- Erinnerung an Paul de Man. Zum Tod des grossen Literaturwissenschafters. In: Neue Zürcher Zeitung. 6. Februar 1984, S. 19 (Digitalisat).
- Narr, Gaukler, Hungerkünstler als Allegorie des Schriftstellers. Ein Diskussionsbeitrag zur Öffnung des Literaturunterrichts auf der Gymnasialstufe. In: Colloquium Helveticum. Bd. 1, 1985, S. 65–83 (Digitalisat).
- Paul de Man lecteur de Georges Poulet. In: Colloquium Helveticum. Bd. 11/12, 1990, S. 196–204 (Digitalisat).